# 愛のテーマ (ゴッドファーザー)
「ゴッドファーザー 愛のテーマ」 (Love Theme from The Godfather) は、1972年のアメリカ合衆国映画『ゴッドファーザー』（ゴッドファーザー三部作の第1作目）で使われた楽曲である。ニーノ・ロータが作曲した。
映画ではインストルメンタルの楽曲として使われているが、Larry Kusikによって英語の詞がつけられており、歌詞のあるバージョンは「Speak Softly Love」というタイトルで呼ばれる。
なお、この曲の主旋律は、もとは1958年に製作されたイタリアのコメディ映画『Fortunella』のために作曲されたものである。
日本ではオリコン洋楽シングルチャートで1972年7月17日付から14週連続1位を獲得し、1972年の年間チャート1位となった。
映画『ゴッドファーザー PART III』ではコルレオーネの息子が歌ったシチリア民謡「Brucia La Terra」（太陽は燃えている）となっている。曲は多少違ってはいるがほとんど同じである。

## カバー
最初はアンディ・ウィリアムスによって歌われ、ボビー・ヴィントンなど多くのアーティストによってカバーされている。
日本では、1972年当時に尾崎紀世彦（曲名は「ゴッドファーザー〜愛のテーマ」）・フランク永井（曲名は「ゴッド・ファーザー」）・菅原洋一（曲名は「ゴッドファーザー“愛のテーマ”」）・岡崎広志（曲名は「ゴッドファーザーのテーマ」）・北大路欣也（曲名は「ゴッドファーザー・愛のテーマ」、シングル「何故にお前は」のB面）などがカバーした。また、オリジナルを歌ったアンディ・ウィリアムスによる日本語版も発売された。
各種編曲例
ハードロック
- スラッシュ

ライブのソロ・コーナーで披露されるのが恒例となっている。
レゲエ
- ジャマイカの歌手 Ken Boothe

Surf rock
- Satan's Pilgrims

スカ
- 東京スカパラダイスオーケストラ

メタル・ロック
- Fantômas アルバム『The Director's Cut』に収録

異なるタイトルでのカバー
Parla Più Piano
ジェイソン・クーチャック
- Gianni Morandi

Parle plus bas (Le Parrain)
- ダリダ
- Tino Rossi
- マリー・ラフォレ。

ウクライナ語: Скажи, що любиш (Skazhi schyo lyubish 、「愛していると言ってくれ」の意)
- ソフィーヤ・ロタール

ウクライナ語バージョン。ミュージカル映画「Pesnya vsegda s nami（「歌はいつも我らとともに」の意）で歌われた。
これはソビエト連邦当局がアリオラ・レコード（現ソニー・ミュージックエンタテインメント (米国)）の申請に対し、「ゴッドファーザー」サウンドトラックにオリジナル英語バージョンの登録許可を出さなかったためである。
Govori Tiše
テレザ・ケソヴィヤ（ユーゴスラビア）による改作。
- ジェイソン・クーチャック

その他、各国語版の作詞者
- (RU) ロシア語バージョンは Alexander Vertinsky
- (SK) スロバキア語バージョンは František Krištof Veselý
- (CZ) チェコ語バージョンは Jiří Malásek

## その他
- ニーノ・ロータは映画『ゴッドファーザー』で1973年のアカデミー作曲賞にノミネートされていたが、かつてロータ自身が作曲を担当したEduardo De Filippo作のコメディ「Fortunella」のテーマを流用したことが発見され、土壇場で候補から下ろされた。「Fortunella」のテーマは、はぎれのよいスタッカートのコメディ・スタイルで演奏されていたが、メロディーは「ゴッドファーザー」の「愛のテーマ」とほぼ（※）同じである。そのためオスカーの受賞は見送られた[3]。このような事情があり、1972年と同じ愛のテーマを使用したにもかかわらず、『ゴッドファーザー PART II』は1974年のアカデミー作曲賞を受賞している。

※ゴッドファーザーではただし前半と後半部分のみを転用したのであって、中間部分は民謡からの転用である。
しかしFortunellaでは有名な小節部分の繰り返しである。その前後は独立している。
- イタリアのStebel社の自動車用ミュージックホーンにはこの曲を演奏することができ、日本では1980年代に暴走族がこれを使ったことでも知られ、現在の暴走族と言えばこの曲の冒頭出だしのメロディーのイメージが定着している（韓国にも暴走族がいるが、その際にも共に広まっている）。
- 2015年、マフィア（カサモニカ）のボス、ビットリオ・カサモニカの葬儀の際にも曲が流された[4]。

## 参照
- en:Promise Me You'll Remember (Love Theme from The Godfather Part III)

「ゴッドファーザー 愛のテーマ」が2004年、コロムビア・ソニーBMG のノルウェーの歌手 Rein Alexander により録音された。アルバムはノルウェーだけでダブル・プラチナとなった。